# Tour de California 2012
La 7.ª edición del Tour de California (nombre oficial Amgen Tour of California) se disputó desde el 13 hasta el 20 de mayo de 2012.
Contó con 8 etapas comenzando en Santa Rosa y finalizando en Los Ángeles tras 1.185 km de recorrido. De las 8 etapas, una fue una contrarreloj y una culminó con llegada en alto, en el Monte Baldy.
Integrada al calendario UCI America Tour, dentro de la categoría 2.HC (máxima categoría) fue la 18.ª carrera de dicha competición. 
El vencedor fue el holandés Robert Gesink del equipo Rabobank. Tras permanecer en la clasificación general hasta la 4.ª etapa a 40 segundos del líder (Peter Sagan) junto con un gran número de corredores, Gesink logró un 4.º puesto en la contrarreloj que lo ubicó 3.º en la general y posteriormente se quedó con la "etapa reina", la 7.ª para ascender al tope de la general. Lo acompañaron en el podio dos hombres del Garmin-Barracuda, David Zabriskie (2.º) y Tom Danielson (3.º).
En las clasificaciones secundarias, Peter Sagan (Liquigas-Cannondale) con cinco etapas ganadas en ocho disputadas, ganó ampliamente la de los puntos y el canadiense Sebastian Salas del Optum-Kelly Benefit Strategies la de la montaña. Wilco Kelderman (compañero de equipo de Gesink) fue el mejor joven y por equipos el triunfo quedó para el RadioShack-Nissan.

## Equipos participantes

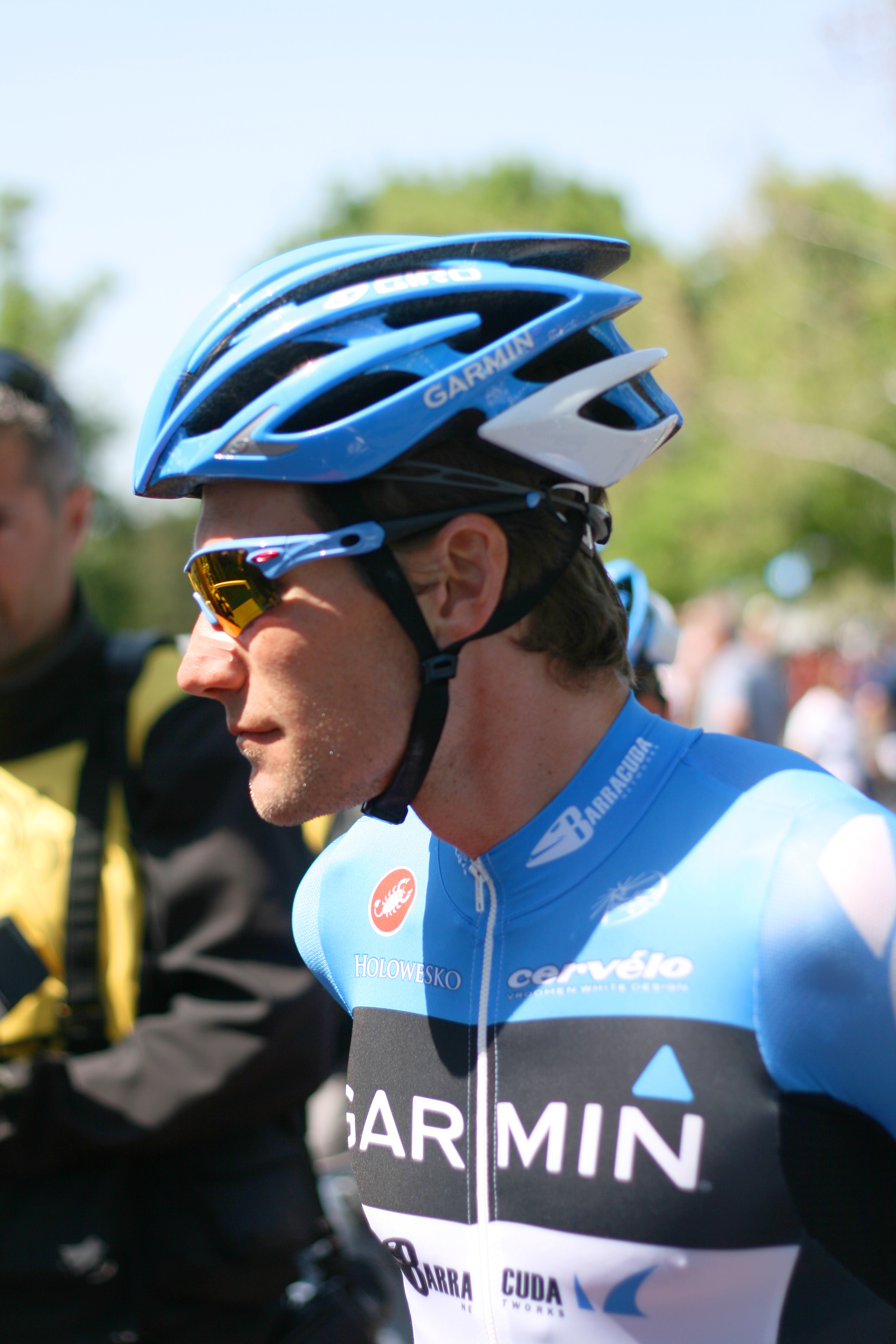
David Zabriskie, 2.ª posición y vencedor de la contrarreloj

Participaron de la carrera un total de 16 equipos. Ocho de ellos fueron UCI ProTeam, cuatro Profesionales Continentales y cuatro Continentales.
 Todos los equipos estuvieron conformados por ocho ciclistas, sumando 128 en total al inicio de la carrera, de los que 110 llegaron al final.
Como sucede desde 2010, la carrera se disputó simultáneamente con el Giro de Italia, con lo cual varios ciclistas de renombre que no participaron de la tradicional carrera italiana disputaron éste Tour. El campeón 2011 Chris Horner, David Zabriskie, Vincenzo Nibali, George Hincapie, Tom Danielson, Tejay Van Garderen, Tom Boonen, Peter Sagan, Robert Gesink, Jens Voigt, Rinaldo Nocentini, Luis León Sánchez y Marcel Kittel fueron algunos de los destacados que formaron el pelotón. En un principio, se dudó de la participación del tricampeón Levi Leipheimer, ya que a inicios de abril sufrió una fractura de peroné al ser atropellado por un coche previo a su participación en la Vuelta al País Vasco. Finalmente fue de la partida culminando en la 6.ª casilla, a pesar de encontrarse en proceso de recuperación.
| N.º | Ciclista       | Posición |
| 1   | Chris Horner   | 8.º      |
| 2   | George Bennett | 46.º     |
| 3   | Matthew Busche | 14.º     |
| 4   | Markel Irizar  | 57.º     |
| 5   | Benjamin King  | 54.º     |
| 6   | Tiago Machado  | 9.º      |
| 7   | Grégory Rast   | 68.º     |
| 8   | Jens Voigt     | 33.º     |

| N.º | Ciclista          | Posición |
| 11  | Tom Danielson     | 3.º      |
| 12  | Nathan Haas       | 98.º     |
| 13  | Heinrich Haussler | 40.º     |
| 14  | Alex Howes        | 38.º     |
| 15  | Thomas Peterson   | 64.º     |
| 16  | Jacob Rathe       | 108.º    |
| 17  | Andrew Talansky   | 41.º     |
| 18  | David Zabriskie   | 2.º      |

| N.º | Ciclista          | Posición |
| 21  | Levi Leipheimer   | 6.º      |
| 22  | Tom Boonen        | 81.º     |
| 23  | Gerald Ciolek     | 91.º     |
| 24  | Dries Devenyns    | 47.º     |
| 25  | Bert Grabsch      | 92.º     |
| 26  | František Raboň   | 102.º    |
| 27  | Stijn Vandenbergh | 82.º     |
| 28  | Peter Velits      | 20.º     |

| N.º | Ciclista           | Posición |
| 31  | Tejay Van Garderen | 4.º      |
| 32  | Brent Bookwalter   | 27.º     |
| 33  | Steve Cummings     | NP-3.ª   |
| 34  | Yannick Eijssen    | 45.º     |
| 35  | George Hincapie    | 15.º     |
| 36  | Steve Morabito     | NP-3.ª   |
| 37  | Timothy Roe        | 70.º     |
| 38  | Greg Van Avermaet  | 39.º     |

| N.º | Ciclista           | Posición |
| 41  | Robert Gesink      | 1.º      |
| 42  | Paul Martens       | 43.º     |
| 43  | Wilco Kelderman    | 7.º      |
| 44  | Michael Matthews   | 83.º     |
| 45  | Luis León Sánchez  | 21.º     |
| 46  | Bram Tankink       | 29.º     |
| 47  | Laurens Ten Dam    | AB-6     |
| 48  | Maarten Tjallingii | 88.º     |

| N.º | Ciclista           | Posición |
| 51  | Vincenzo Nibali    | 32.º     |
| 52  | Mauro Da Dalto     | 104.º    |
| 53  | Timothy Duggan     | 28.º     |
| 54  | Ted King           | 84.º     |
| 55  | Kristjan Koren     | 79.º     |
| 56  | Daniel Oss         | 59.º     |
| 57  | Peter Sagan        | 42.º     |
| 58  | Alessandro Vanotti | 52.º     |

| N.º | Ciclista          | Posición |
| 61  | Robbie McEwen     | 107.º    |
| 62  | Luke Durbridge    | 18.º     |
| 63  | Leigh Howard      | 80.º     |
| 64  | Cameron Meyer     | 11.º     |
| 65  | Travis Meyer      | 105.º    |
| 66  | Wesley Sulzberger | 56.º     |
| 67  | Pieter Weening    | 10.º     |
| 68  | Matthew Wilson    | 101.º    |

| N.º | Ciclista          | Posición |
| 71  | Nicolas Roche     | 19.º     |
| 72  | Romain Bardet     | 25.º     |
| 73  | Maxime Bouet      | 44.º     |
| 74  | Mickaël Cherel    | 31.º     |
| 75  | Sylvain Georges   | 17.º     |
| 76  | Lloyd Mondory     | 86.º     |
| 77  | Rinaldo Nocentini | AB-4ª    |
| 78  | Christophe Riblon | AB-7ª    |

| N.º | Ciclista        | Posición |
| 81  | Rory Sutherland | 13.º     |
| 82  | Jonathan Clarke | 99.º     |
| 83  | Marc de Maar    | 30.º     |
| 84  | Philip Deignan  | 24.º     |
| 85  | Chris Jones     | 85.º     |
| 86  | Jeff Louder     | 51.º     |
| 87  | Jason McCartney | 97.º     |
| 88  | Bradley White   | 94.º     |

| N.º | Ciclista                | Posición |
| 91  | Darwin Atapuma          | 16.º     |
| 92  | Fabio Duarte            | 5.º      |
| 93  | Javier González Barrera | AB-4ª    |
| 94  | Víctor Hugo Peña        | 71.º     |
| 95  | Carlos Julián Quintero  | 109.º    |
| 96  | Michael Rodríguez       | 58.º     |
| 97  | Wilson Marentes         | 110.º    |
| 98  | Juan Pablo Suárez       | AB-6     |

| N.º | Ciclista         | Posición |
| 101 | Marcel Kittel    | AB-6     |
| 102 | Thomas Damuseau  | 34.º     |
| 103 | Koen de Kort     | 75.º     |
| 104 | Yukihiro Doi     | 67.º     |
| 105 | Tom Dumoulin     | 23.º     |
| 106 | Alexandre Geniez | 65.º     |
| 107 | Roger Kluge      | 93.º     |
| 108 | Tom Stamsnijder  | 100.º    |

| N.º | Ciclista         | Posición |
| 111 | Patrick McCarthy | AB-6ª    |
| 112 | Ryan Anderson    | AB-7ª    |
| 113 | David Boily      | 78.º     |
| 114 | Guillaume Boivin | 95.º     |
| 115 | Lucas Euser      | 61.º     |
| 116 | Raymond Kunzli   | 49.º     |
| 117 | Hugo Houle       | 74.º     |
| 118 | Brian Vandborg   | 22.º     |

| N.º | Ciclista           | Posición |
| 121 | Chris Baldwin      | 50.º     |
| 122 | Eric Young         | HD-2.ª   |
| 123 | Patrick Bevin      | HD-2.ª   |
| 124 | Andrew Dahlheim    | AB-3.ª   |
| 125 | Ben Jacques-Maynes | 36.º     |
| 126 | Carter Jones       | AB-7ª    |
| 127 | Frank Pipp         | 77.º     |
| 128 | Jeremy Vennell     | 72.º     |

| N.º | Ciclista         | Posición |
| 131 | Andrew Bajadali  | 63.º     |
| 132 | Sebastian Salas  | 73.º     |
| 133 | Alex Candelario  | 60.º     |
| 134 | Michael Creed    | 53.º     |
| 135 | Michael Friedman | AB-4ª    |
| 136 | Ken Hanson       | 103.º    |
| 137 | Tom Zirbel       | 87.º     |
| 138 | Scott Zwizanski  | 96.º     |

| N.º | Ciclista        | Posición |
| 141 | Joshua Atkins   | 66.º     |
| 142 | Ian Boswell     | 48.º     |
| 143 | Nathan Brown    | 69.º     |
| 144 | Lawson Craddock | 37.º     |
| 145 | Joe Dombrowski  | 12.º     |
| 146 | Ryan Eastman    | 90.º     |
| 147 | Gavin Mannion   | 62.º     |
| 148 | Jasper Stuyven  | 76.º     |

| N.º | Ciclista             | Posición |
| 151 | Fred Rodríguez       | 26.º     |
| 152 | Carlos Alzate        | AB-4ª    |
| 153 | Matt Cooke           | 35.º     |
| 154 | Andrés Díaz Corrales | 55.º     |
| 155 | Sam Johnson          | AB-4ª    |
| 156 | Logan Loader         | AB-7ª    |
| 157 | Morgan Schmitt       | 89.º     |
| 158 | Serghei Tvetcov      | 106.º    |

| Leyenda | Leyenda | Leyenda  | Leyenda                                                                                              |
| ------- | --- | -------- | --- |
| N.º     | Dorsal de salida del ciclista | Posición | Posición final en la clasificación general                                                           |
| NP      | Indica un ciclista que no ha tomado la salida en una etapa, seguido del número de etapa en la que no tomó la salida                | AB       | Indica un ciclista que no ha finalizado una etapa, seguido del número de etapa en que se ha retirado |
| HD      | Indica un ciclista que ha finalizado una etapa fuera de control, seguido del número de etapa en la que ocurrió dicha circunstancia | EX       | Corredor excluido por no respetar el reglamento                                                      |

## Etapas

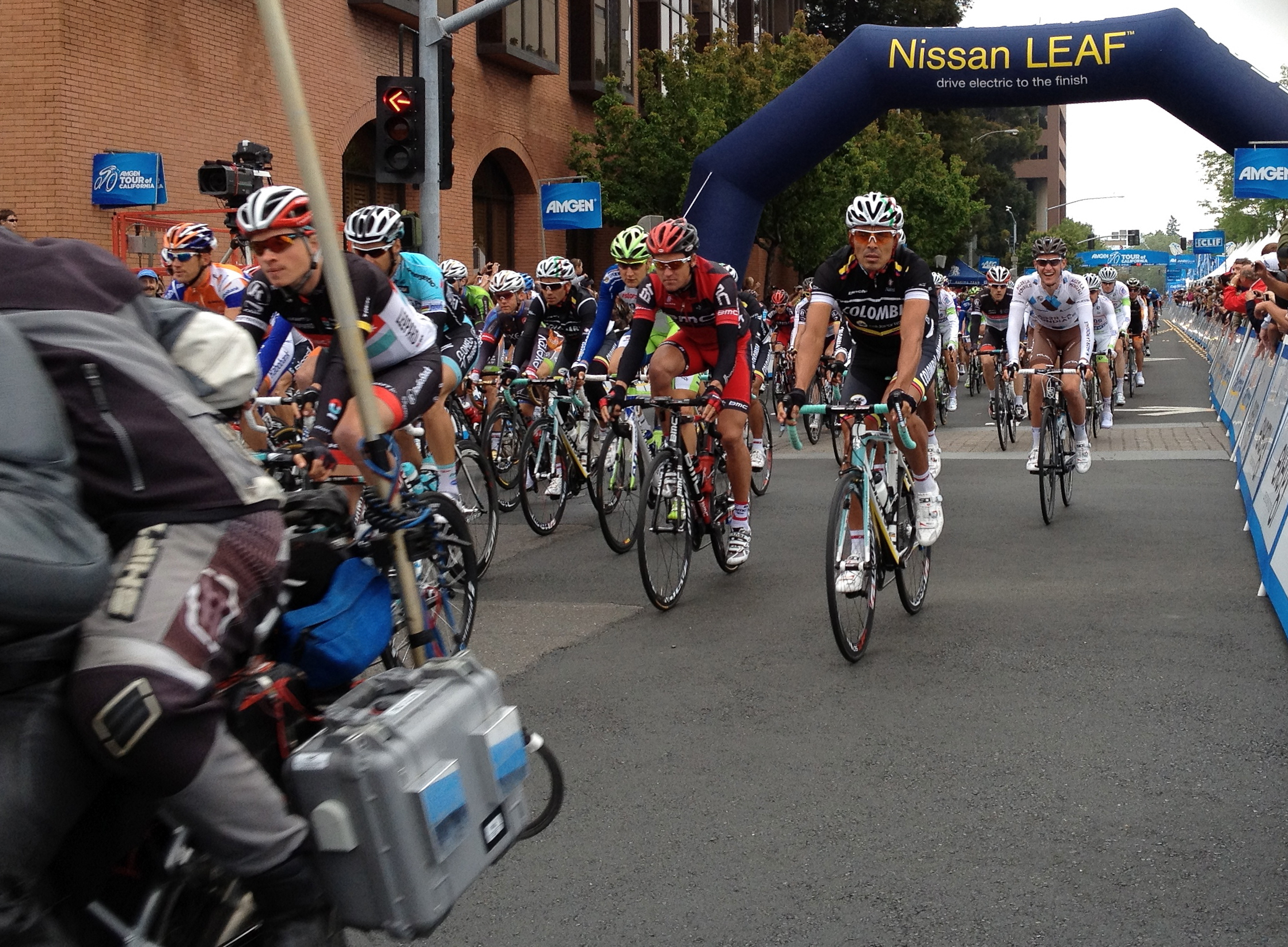
Primera etapa en Santa Rosa.

El primer día de competición tuvo salida y llegada en Santa Rosa. La etapa se inició con un circuito de dos vueltas alrededor de la ciudad para luego salir a un trazado carretero del condado de Sonoma y retornar a Santa Rosa.

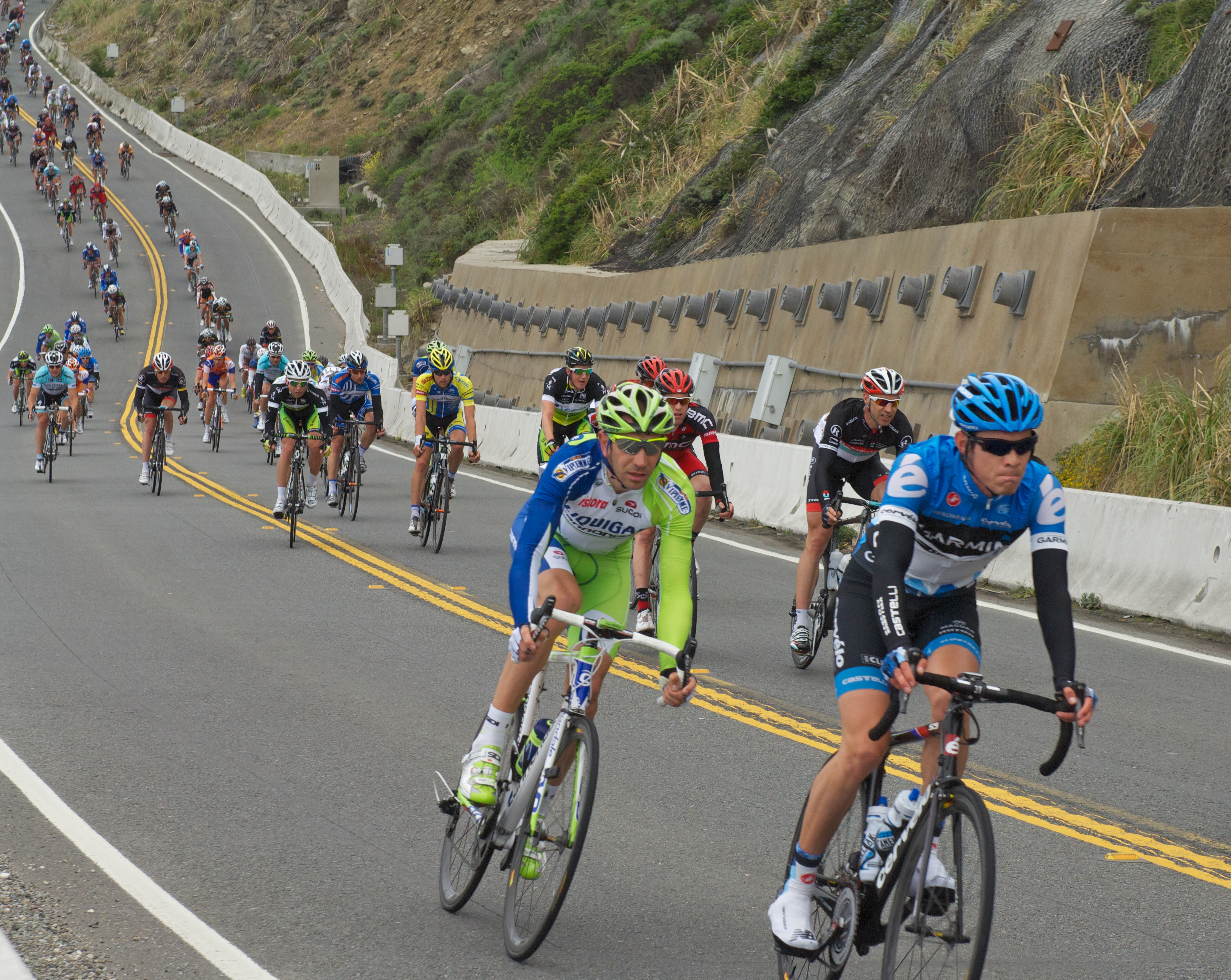
Pelotón descendiendo Devil's Slide, 2.ª etapa.

La etapa 2 inició en San Francisco rumbo al sur y siguiendo la línea costera. Posteriormente se adentró en la Sierra de Santa Cruz para culminar nuevamente en la costa del Pacífico en la ciudad homónima. La 3ª etapa comenzando en San José, realizó un primer pasaje por Livermore para luego ascender el Monte Diablo, de allí se llegó a Clayton y se retornó a Livermore. Con seis puertos de montaña y 209 km, la 4.ª etapa entre Sonora y Clovis fue la más larga de la carrera, para posteriormente en la 5.ª etapa, disputar una contrarreloj plana de casi 30 km. 
Las etapas seis y siete se presentaban como las que podían definir la carrera. La sexta, con llegada en Big Bear Lake no produjo cambios significativos, siendo la séptima con final en alto en el Monte Baldy la que dio un vuelco en la general. La última etapa fue un recorrido urbano entre Beverly Hills y Los Ángeles.
| Etapa | Fecha      | Recorrido                 | Km         | Ganador         | Líder           |
| 1.ª   | 13 de mayo | Santa Rosa-Santa Rosa     | 186,5      | Peter Sagan     | Peter Sagan     |
| 2.ª   | 14 de mayo | San Francisco-Santa Cruz  | 188,5      | Peter Sagan     | Peter Sagan     |
| 3.ª   | 15 de mayo | San José-Livermore        | 185,5      | Peter Sagan     | Peter Sagan     |
| 4.ª   | 16 de mayo | Sonora-Clovis             | 209,6      | Peter Sagan     | Peter Sagan     |
| 5.ª   | 17 de mayo | Bakersfield-Bakersfield   | 29,7 (CRI) | David Zabriskie | David Zabriskie |
| 6.ª   | 18 de mayo | Palmdale-Big Bear Lake    | 186,3      | Sylvain Georges | David Zabriskie |
| 7.ª   | 19 de mayo | Ontario-Monte Baldy       | 126        | Robert Gesink   | Robert Gesink   |
| 8.ª   | 20 de mayo | Beverly Hills-Los Ángeles | 72         | Peter Sagan     | Robert Gesink   |

## Clasificaciones finales

### Clasificación individual
| Posición | Ciclista           | Equipo                  | Tiempo           |
| -------- | ------------------ | ----------------------- | ---------------- |
|          | Robert Gesink      | Rabobank                | 30 h 42 min 32 s |
| 2.       | David Zabriskie    | Garmin-Barracuda        | a 46 s           |
| 3.       | Tom Danielson      | Garmin-Barracuda        | a 54 s           |
| 4.       | Tejay Van Garderen | BMC Racing              | a 1 min 17 s     |
| 5.       | Fabio Duarte       | Colombia-Coldeportes    | a 1 min 36 s     |
| 6.       | Levi Leipheimer    | Omega Pharma-Quick Step | a 2 min 13 s     |
| 7.       | Wilco Kelderman    | Rabobank                | a 2 min 30 s     |
| 8.       | Chris Horner       | RadioShack-Nissan       | a 2 min 49 s     |
| 9.       | Tiago Machado      | RadioShack-Nissan       | a 2 min 54 s     |
| 10.      | Pieter Weening     | Orica-GreenEDGE         | a 3 min 05 s     |

| 11. | Cameron Meyer   | Orica-GreenEDGE           | a 3 min 15 s |
| 12. | Joe Dombrowski  | Bontrager Livestrong Team | a 3 min 38 s |
| 13. | Rory Sutherland | UnitedHealthcare          | a 3 min 44 s |
| 14. | Matthew Busche  | RadioShack-Nissan         | a 4 min 19 s |
| 15. | George Hincapie | BMC Racing                | a 4 min 21 s |
| 16. | Darwin Atapuma  | Colombia-Coldeportes      | a 4 min 28 s |
| 17. | Sylvain Georges | Ag2r La Mondiale          | a 4 min 28 s |
| 18. | Luke Durbridge  | Orica-GreenEDGE           | a 5 min 03 s |
| 19. | Nicolas Roche   | Ag2r La Mondiale          | a 5 min 52 s |
| 20. | Peter Velits    | Omega Pharma-Quick Step   | a 6 min 02 s |

### Clasificación por puntos
| Posición | Ciclista          | Equipo                  | Puntos |
| -------- | ----------------- | ----------------------- | ------ |
|          | Peter Sagan       | Liquigas-Cannondale     | 87     |
| 2.       | Heinrich Haussler | Garmin-Barracuda        | 54     |
| 3.       | Tom Boonen        | Omega Pharma-Quick Step | 29     |

### Clasificación montaña
| Posición | Ciclista        | Equipo                         | Puntos |
| -------- | --------------- | ------------------------------ | ------ |
|          | Sebastian Salas | Optum-Kelly Benefit Strategies | 65     |
| 2.       | David Boily     | Team SpiderTech-C10            | 48     |
| 3.       | Darwin Atapuma  | Colombia-Coldeportes           | 27     |

### Clasificación de los jóvenes
| Posición | Ciclista        | Equipo                    | Tiempo           |
| -------- | --------------- | ------------------------- | ---------------- |
|          | Wilco Kelderman | Rabobank                  | 30 h 45 min 02 s |
| 2.       | Joe Dombrowski  | Bontrager Livestrong Team | a 1 min 08 s     |
| 3.       | Luke Durbridge  | Orica-GreenEDGE           | a 2 min 33 s     |

### Clasificación por equipos
| Posición | Equipo            | Tiempo           |
| -------- | ----------------- | ---------------- |
|          | RadioShack-Nissan | 92 h 12 min 41 s |
| 2.       | Rabobank          | a 3 min 05 s     |
| 3.       | Orica-GreenEDGE   | a 6 min 12 s     |
| 4.       | BMC Racing        | a 9 min 14 s     |
| 5.       | Ag2r La Mondiale  | a 10 min 08 s    |

## Evolución de las clasificaciones
| Etapa (Vencedor)                  | Clasificación general | Clasificación por puntos | Clasificación de la montaña | Clasificación de los jóvenes | Clasificación por equipos | Premio de la combatividad |
| --------------------------------- | --------------------- | ------------------------ | --------------------------- | ---------------------------- | ------------------------- | ------------------------- |
| 1.ª etapa (Peter Sagan)           | Peter Sagan           | Peter Sagan              | David Boily                 | Peter Sagan                  | BMC Racing                | Ben Jaques-Maynes         |
| 2.ª etapa (Peter Sagan)           | Peter Sagan           | Peter Sagan              | David Boily                 | Peter Sagan                  | BMC Racing                | Alexandre Geniez          |
| 3.ª etapa (Peter Sagan)           | Peter Sagan           | Peter Sagan              | Sebastian Salas             | Peter Sagan                  | BMC Racing                | Jeremy Vennell            |
| 4.ª etapa (Peter Sagan)           | Peter Sagan           | Peter Sagan              | Sebastian Salas             | Peter Sagan                  | BMC Racing                | Yannick Eijssen           |
| 5.ª etapa (CRI) (David Zabriskie) | David Zabriskie       | Peter Sagan              | Sebastian Salas             | Luke Durbridge               | Garmin-Barracuda          | Yannick Eijssen           |
| 6.ª etapa (Sylvain Georges)       | David Zabriskie       | Peter Sagan              | Sebastian Salas             | Luke Durbridge               | Garmin-Barracuda          | Sylvain Georges           |
| 7.ª etapa (Robert Gesink)         | Robert Gesink         | Peter Sagan              | Sebastian Salas             | Wilco Kelderman              | RadioShack-Nissan         | Darwin Atapuma            |
| 8.ª etapa (Peter Sagan)           | Robert Gesink         | Peter Sagan              | Sebastian Salas             | Wilco Kelderman              | RadioShack-Nissan         | Peter Velits              |
| Final                             | Robert Gesink         | Peter Sagan              | Sebastian Salas             | Wilco Kelderman              | RadioShack-Nissan         |                           |

## UCI America Tour
La carrera al estar integrada al calendario internacional americano 2011-2012 otorgó puntos para dicho campeonato. El baremo de puntuación es el siguiente:
| Posición                    | 1.º | 2.º | 3.º | 4.º | 5.º | 6.º | 7.º | 8.º | 9.º | 10.º | 11.º | 12.º | 13.º | 14.º | 15.º |
| Clasificación general final | 100 | 70  | 40  | 30  | 25  | 20  | 15  | 10  | 9   | 8    | 7    | 6    | 5    | 4    | 3    |
| Por etapa                   | 20  | 14  | 8   | 7   | 6   | 5   | 4   | 2   |     |      |      |      |      |      |      |
| Lider General por etapa     | 10  |     |     |     |     |     |     |     |     |      |      |      |      |      |      |

- Nota:Es importante destacar que los puntos que obtuvieron ciclistas de equipos UCI ProTeam (la gran mayoría de esos puntos) no son tomados en cuenta en ésta clasificación, ya que el UCI America Tour es una clasificación cerrada a ciclistas de equipos Pro Continentales, Continentales y amateurs.

En definitiva los ciclistas que lograron puntos fueron éstos:
| Ciclista         | Equipo                    | Puntos por la clasificación final | Puntos de etapa | Puntos de líder | Total |
| ---------------- | ------------------------- | --------------------------------- | --------------- | --------------- | ----- |
| Fabio Duarte     | Colombia-Coldeportes      | 25                                | 8               | -               | 33    |
| Fred Rodríguez   | Team Exergy               | -                                 | 19              | -               | 19    |
| Darwin Atapuma   | Colombia-Coldeportes      | -                                 | 14              | -               | 14    |
| Joe Dombrowski   | Bontrager Livestrong Team | 6                                 | 7               | -               | 13    |
| Roger Kluge      | Argos-Shimano             | -                                 | 13              | -               | 13    |
| Alex Candelario  | Optum-Kelly               | -                                 | 9               | -               | 9     |
| Koen de Kort     | Argos-Shimano             | -                                 | 9               | -               | 9     |
| Thomas Damuseau  | Argos-Shimano             | -                                 | 7               | -               | 7     |
| Tom Dumoulin     | Argos-Shimano             | -                                 | 6               | -               | 6     |
| Rory Sutherland  | UnitedHealthcare          | 5                                 | -               | -               | 5     |
| Jasper Stuyven   | Bontrager Livestrong Team | -                                 | 5               | -               | 5     |
| Guillaume Boivin | Team SpiderTech-C10       | -                                 | 4               | -               | 4     |
| Hugo Houle       | Team SpiderTech-C10       | -                                 | 4               | -               | 4     |
| Lawson Craddock  | Bontrager Livestrong Team | -                                 | 4               | -               | 4     |
| Ryan Anderson    | Team SpiderTech-C10       | -                                 | 4               | -               | 4     |
| Marc de Maar     | UnitedHealthcare          | -                                 | 2               | -               | 2     |